# Dendronephthya varicolor
Dendronephthya varicolor är en korallart som beskrevs av Henderson 1909. Dendronephthya varicolor ingår i släktet Dendronephthya och familjen Nephtheidae. Inga underarter finns listade i Catalogue of Life.